# Alicja Sajkiewicz
Alicja Krystyna Sajkiewicz (ur. 27 sierpnia 1928 w Warszawie, zm. 22 stycznia 2020) – polska ekonomistka, doktor habilitowana, profesor.

## Życiorys
Absolwentka Szkoły Głównej Handlowej. Obroniła pracę doktorską, następnie uzyskała stopień doktora habilitowanego. Otrzymała nominację profesorską. Pracowała w Katedrze Zarządzania Kapitałem Ludzkim na Wydziale Menedżerskim w Wyższej Szkole Menedżerskiej w Warszawie, Olympus Szkoła Wyższa im. Romualda Kudlińskiego w Warszawie, a także w Katedrze Gospodarowania Zasobami Pracy Kolegium Nauk o Przedsiębiorstwie w Szkole Głównej Handlowej.
Pełniła funkcję kierownika Katedry Zarządzania Kapitałem Ludzkim Wydziału Menedżerskiego Wyższej Szkoły Menedżerskiej w Warszawie, członka Komitetu Nauk o Pracy i Polityce Społecznej na I Wydziale Nauk Społecznych Polskiej Akademii Nauk, oraz przewodniczącego Rady Naukowej w Instytucie Pracy i Spraw Socjalnych. Odznaczona Złotym i Srebrnym Krzyżem Zasługi.
Zmarła w styczniu 2020, pochowana na cmentarzu w Zawichoście.